# Foros de Vale de Figueira
Foros de Vale de Figueira es una freguesia portuguesa del concelho de Montemor-o-Novo, con 67,05 km² de superficie y  habitantes (2001). Su densidad de población es de 15,9 hab/km².